# 四国地方の郵便番号

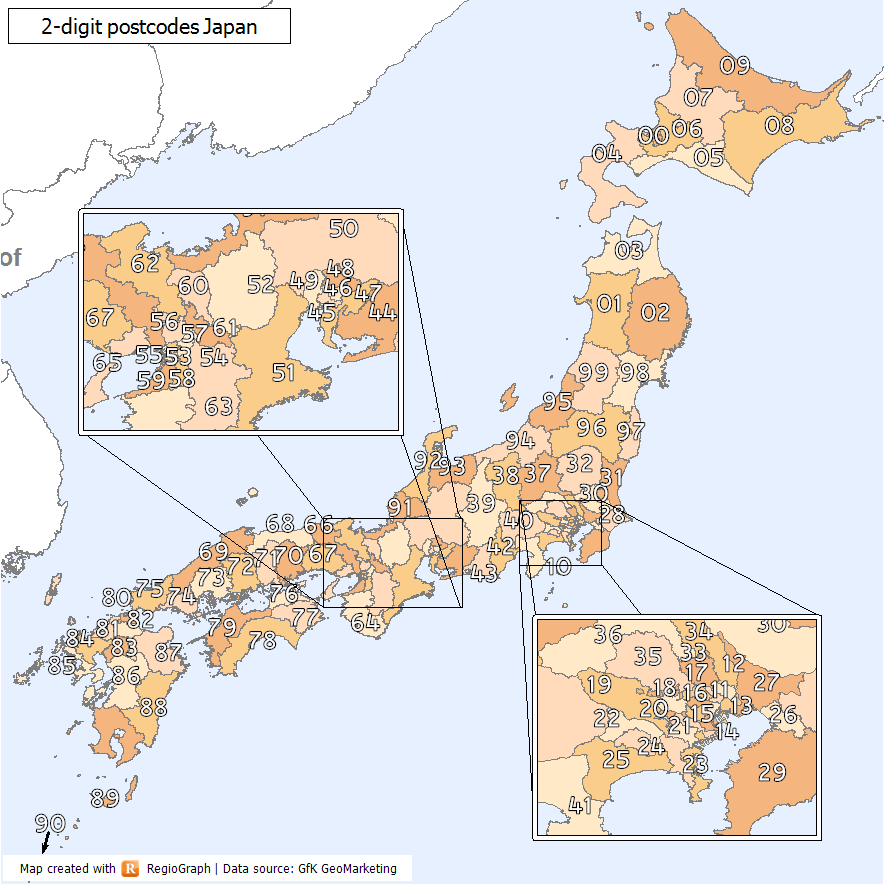
地域番号地図

四国地方の郵便番号（しこくちほうのゆうびんばんごう）では、日本の四国地方に割り当てられた郵便番号の一覧を示す。

## 郵便番号一覧

### 表記法など
郵便番号と集配局・管轄局の情報は日本郵便が公表する資料「郵便番号簿PDF」に基づく。郵便番号の頭3桁または5桁を「郵便区番号」といい、下記の一覧に郵便番号の上5桁と一致するものがある場合はその5桁がそのまま郵便区番号となり、上5桁では一致するものがなく上3桁と一致する郵便区番号がある場合はその3桁が郵便区番号となる。
ここでは、資料「郵便区番号一覧」中の凡例より、番号に対し単一の郵便局が記されている場合は集配局・管轄局を同一として記し、「○○（●●）」の形式で記されている場合は括弧内に記された郵便局名（●●）を集配局、括弧の左に記された郵便局名（○○）を管轄局として表記している。なお、これは一部地域を除き2007年（平成19年）の郵政民営化から2012年（平成24年）の間の運営体系であった「郵便事業○○支店●●集配センター」の体制をそのまま引き継いだものである。
各郵便区・郵便番号と担当区域については「郵便番号データダウンロード」 (PDF) の資料を参照している。

### 地域番号76（香川県）
| 郵便区番号 | 管轄局         | 集配局         | 担当区域（一部または全域） | 備考 |
| ---------- | -------------- | -------------- | -------------------------- | --- |
| 760        | 高松中央郵便局 | 高松中央郵便局 | 高松市                     | |
| 761        | 高松南郵便局   | 高松南郵便局   | 高松市                     | 1977年まで仏生山郵便局（現・高松仏生山郵便局）・一宮郵便局（現・高松一宮郵便局）・円座郵便局（現・高松円座郵便局）の担当 |
| 761-01     | 高松東郵便局   | 高松東郵便局   | 高松市                     | 1980年まで一部区域は庵治郵便局の担当                                                                                     |
| 761-03     | 高松南郵便局   | 高松南郵便局   | 高松市                     | 2006年まで川添郵便局の担当                                                                                               |
| 761-04     | 高松南郵便局   | 高松南郵便局   | 高松市                     | 2006年まで川島郵便局の担当                                                                                               |
| 761-06     | 高松南郵便局   | 三木郵便局     | 木田郡三木町               | 1997年まで田中郵便局の担当                                                                                               |
| 761-07     | 高松南郵便局   | 三木郵便局     | 木田郡三木町               | 1997年まで池戸郵便局 |
| 761-08     | 高松南郵便局   | 三木郵便局     | 木田郡三木町               | 1997年まで神山郵便局の担当                                                                                               |
| 761-09     | 長尾郵便局     | 長尾郵便局     | さぬき市                   | 2006年まで大川郵便局の担当                                                                                               |
| 761-14     | 高松南郵便局   | 香南郵便局     | 高松市                     | |
| 761-15     | 高松南郵便局   | 香南郵便局     | 高松市                     | 2013年まで安原郵便局の担当                                                                                               |
| 761-16     | 高松南郵便局   | 塩江郵便局     | 高松市                     | 2006年まで一部区域は川島郵便局の担当                                                                                     |
| 761-17     | 高松南郵便局   | 香川郵便局     | 高松市                     | 1977年まで仏生山郵便局（現・高松仏生山郵便局）・一宮郵便局（現・高松一宮郵便局）の担当                                   |
| 761-21     | 高松南郵便局   | 滝宮郵便局     | 綾歌郡綾川町               | 2005年まで昭和郵便局の担当                                                                                               |
| 761-22     | 高松南郵便局   | 滝宮郵便局     | 綾歌郡綾川町               | 2006年まで綾上郵便局の担当                                                                                               |
| 761-23     | 高松南郵便局   | 滝宮郵便局     | 綾歌郡綾川町               | |
| 761-24     | 丸亀郵便局     | 綾歌郵便局     | 丸亀市                     | |
| 761-31     | 高松南郵便局   | 直島郵便局     | 香川郡直島町               | |
| 761-41     | 土庄郵便局     | 土庄郵便局     | 小豆郡土庄町、小豆島町     | 1983年まで一部区域は四海郵便局・福田郵便局の担当                                                                         |
| 761-43     | 土庄郵便局     | 内海郵便局     | 小豆郡小豆島町             | 2021年2月21日まで池田郵便局の担当                                                                                        |
| 761-44     | 土庄郵便局     | 内海郵便局     | 小豆郡小豆島町             | 1983年まで一部区域は福田郵便局の担当                                                                                     |
| 761-46     | 土庄郵便局     | 土庄郵便局     | 小豆郡土庄町               | 2006年まで豊島郵便局の担当                                                                                               |
| 762        | 坂出郵便局     | 坂出郵便局     | 坂出市、丸亀市             | 1976年まで一部区域は高屋郵便局の担当                                                                                     |
| 763        | 丸亀郵便局     | 丸亀郵便局     | 丸亀市                     | |
| 763-01     | 丸亀郵便局     | 丸亀郵便局     | 丸亀市                     | 2006年まで讃岐広島郵便局の担当                                                                                           |
| 763-02     | 丸亀郵便局     | 丸亀郵便局     | 丸亀市                     | 2006年まで本島郵便局の担当                                                                                               |
| 764        | 丸亀郵便局     | 丸亀郵便局     | 仲多度郡多度津町           | 2016年まで多度津郵便局の担当                                                                                             |
| 765        | 善通寺郵便局   | 善通寺郵便局   | 善通寺市                   | |
| 766        | 琴平郵便局     | 琴平郵便局     | 仲多度郡琴平町、まんのう町 | 1988年まで一部区域は琴南郵便局の担当                                                                                     |
| 766-02     | 琴平郵便局     | 琴平郵便局     | 仲多度郡まんのう町         | 2006年まで美合郵便局の担当                                                                                               |
| 767        | 観音寺郵便局   | 高瀬郵便局     | 三豊市                     | |
| 768        | 観音寺郵便局   | 観音寺郵便局   | 観音寺市                   | |
| 768-01     | 観音寺郵便局   | 高瀬郵便局     | 三豊市                     | 2004年まで山本郵便局の担当 2014年まで本山郵便局の担当                                                                    |
| 769-01     | 高松南郵便局   | 高松南郵便局   | 高松市                     | 2006年まで国分寺郵便局の担当                                                                                             |
| 769-02     | 坂出郵便局     | 坂出郵便局     | 綾歌郡宇多津町             | 2016年まで宇多津郵便局の担当                                                                                             |
| 769-03     | 琴平郵便局     | 琴平郵便局     | 仲多度郡まんのう町         | 2006年まで仲南郵便局の担当                                                                                               |
| 769-04     | 観音寺郵便局   | 財田郵便局     | 三豊市                     | |
| 769-11     | 観音寺郵便局   | 詫間郵便局     | 三豊市                     | 1989年まで一部区域は荘内郵便局・粟島郵便局の担当                                                                         |
| 769-14     | 観音寺郵便局   | 詫間郵便局     | 三豊市                     | 2006年まで仁尾郵便局の担当                                                                                               |
| 769-15     | 観音寺郵便局   | 高瀬郵便局     | 三豊市                     | 2014年まで本山郵便局の担当                                                                                               |
| 769-16     | 観音寺郵便局   | 豊浜郵便局     | 観音寺市                   | |
| 769-21     | 長尾郵便局     | 長尾郵便局     | さぬき市                   | 2015年まで志度郵便局の担当                                                                                               |
| 769-23     | 長尾郵便局     | 長尾郵便局     | さぬき市                   | |
| 769-24     | 長尾郵便局     | 長尾郵便局     | さぬき市                   | 2006年まで津田郵便局の担当                                                                                               |
| 769-25     | 長尾郵便局     | 三本松郵便局   | 東かがわ市                 | 2013年まで大内郵便局の担当                                                                                               |
| 769-26     | 長尾郵便局     | 三本松郵便局   | 東かがわ市                 | |
| 769-27     | 長尾郵便局     | 白鳥郵便局     | 東かがわ市                 | 1989年まで一部区域は福栄郵便局の担当                                                                                     |
| 769-29     | 長尾郵便局     | 白鳥郵便局     | 東かがわ市                 | 2018年まで引田郵便局の担当                                                                                               |

### 地域番号77（徳島県）
| 郵便区番号 | 管轄局         | 集配局         | 担当区域（一部または全域） | 備考                                                                              |
| ---------- | -------------- | -------------- | -------------------------- | --------------------------------------------------------------------------------- |
| 770        | 徳島中央郵便局 | 徳島中央郵便局 | 徳島市                     | 1986年まで一部区域は一宮郵便局の担当                                              |
| 771-01     | 徳島中央郵便局 | 川内郵便局     | 徳島市                     |                                                                                   |
| 771-02     | 徳島中央郵便局 | 北島郵便局     | 板野郡北島町、松茂町       |                                                                                   |
| 771-03     | 鳴門郵便局     | 鳴門郵便局     | 鳴門市                     | 2014年まで堂浦郵便局の担当                                                        |
| 771-11     | 徳島中央郵便局 | 川内郵便局     | 徳島市                     | 1994年まで応神郵便局の担当                                                        |
| 771-12     | 徳島中央郵便局 | 藍住郵便局     | 板野郡藍住町               |                                                                                   |
| 771-13     | 鴨島郵便局     | 上板郵便局     | 板野郡上板町               |                                                                                   |
| 771-14     | 鴨島郵便局     | 鴨島郵便局     | 阿波市                     | 2019年まで吉野郵便局の担当                                                        |
| 771-15     | 鴨島郵便局     | 市場郵便局     | 阿波市                     | 2015年まで御所郵便局の担当                                                        |
| 771-16     | 鴨島郵便局     | 市場郵便局     | 阿波市                     |                                                                                   |
| 771-17     | 鴨島郵便局     | 阿波郵便局     | 阿波市                     |                                                                                   |
| 771-21     | 脇町郵便局     | 脇町郵便局     | 美馬市                     | 2016年まで美馬郵便局の担当                                                        |
| 771-23     | 阿波池田郵便局 | 三野郵便局     | 三好市                     |                                                                                   |
| 771-25     | 阿波池田郵便局 | 三加茂郵便局   | 三好郡東みよし町           | 2018年まで昼間郵便局の担当                                                        |
| 771-32     | 徳島中央郵便局 | 広野郵便局     | 名西郡神山町               |                                                                                   |
| 771-33     | 徳島中央郵便局 | 今井郵便局     | 名西郡神山町               | 2016年まで神山郵便局の担当                                                        |
| 771-34     | 徳島中央郵便局 | 今井郵便局     | 名西郡神山町               | 1984年まで一部区域は川又郵便局の担当                                              |
| 771-41     | 徳島中央郵便局 | 多家良郵便局   | 名東郡佐那河内村           | 2015年まで佐那河内郵便局の担当                                                    |
| 771-42     | 徳島中央郵便局 | 多家良郵便局   | 徳島市                     |                                                                                   |
| 771-43     | 徳島中央郵便局 | 勝浦郵便局     | 勝浦郡勝浦町               |                                                                                   |
| 771-45     | 徳島中央郵便局 | 勝浦郵便局     | 勝浦郡上勝町               | 2019年まで上勝郵便局の担当                                                        |
| 771-51     | 阿南郵便局     | 加茂谷郵便局   | 阿南市                     |                                                                                   |
| 771-52     | 阿南郵便局     | 延野郵便局     | 那賀郡那賀町               | 2017年まで鷲敷郵便局の担当                                                        |
| 771-53     | 阿南郵便局     | 延野郵便局     | 那賀郡那賀町               | 2006年まで相生郵便局の担当                                                        |
| 771-54     | 阿南郵便局     | 延野郵便局     | 那賀郡那賀町               |                                                                                   |
| 771-55     | 阿南郵便局     | 桜谷郵便局     | 那賀郡那賀町               |                                                                                   |
| 771-61     | 阿南郵便局     | 桜谷郵便局     | 那賀郡那賀町               | 2006年まで木沢郵便局の担当                                                        |
| 771-63     | 阿南郵便局     | 桜谷郵便局     | 那賀郡那賀町               | 2006年まで平谷郵便局の担当                                                        |
| 771-64     | 阿南郵便局     | 桜谷郵便局     | 那賀郡那賀町               | 2006年まで出原郵便局の担当                                                        |
| 771-65     | 阿南郵便局     | 北川郵便局     | 那賀郡那賀町               |                                                                                   |
| 772        | 鳴門郵便局     | 鳴門郵便局     | 鳴門市                     |                                                                                   |
| 773        | 小松島郵便局   | 小松島郵便局   | 小松島市、徳島市           |                                                                                   |
| 774        | 阿南郵便局     | 阿南郵便局     | 阿南市                     | 1992年まで一部区域は橘郵便局の担当                                                |
| 774-17     | 阿南郵便局     | 阿南郵便局     | 阿南市                     | （伊島）2004年まで椿郵便局の担当                                                  |
| 775        | 阿南郵便局     | 牟岐郵便局     | 海部郡牟岐町               |                                                                                   |
| 775-01     | 阿南郵便局     | 海南郵便局     | 海部郡海陽町               | （浅川）                                                                          |
| 775-02     | 阿南郵便局     | 海南郵便局     | 海部郡海陽町               |                                                                                   |
| 775-03     | 阿南郵便局     | 海南郵便局     | 海部郡海陽町               | 2013年まで海部郵便局の担当                                                        |
| 775-04     | 阿南郵便局     | 海南郵便局     | 海部郡海陽町               | 2006年まで川上郵便局の担当                                                        |
| 775-05     | 阿南郵便局     | 宍喰郵便局     | 海部郡海陽町               |                                                                                   |
| 776        | 鴨島郵便局     | 鴨島郵便局     | 吉野川市                   |                                                                                   |
| 777        | 脇町郵便局     | 脇町郵便局     | 美馬市                     | 2016年まで穴吹郵便局の担当                                                        |
| 777-03     | 脇町郵便局     | 川井郵便局     | 美馬市                     |                                                                                   |
| 778        | 阿波池田郵便局 | 阿波池田郵便局 | 三好市                     | 1979年まで一部区域は箸蔵郵便局の担当                                              |
| 778-01     | 阿波池田郵便局 | 西祖谷郵便局   | 三好市                     |                                                                                   |
| 778-02     | 阿波池田郵便局 | 東祖谷郵便局   | 三好市                     |                                                                                   |
| 778-52     | 阿波池田郵便局 | 阿波池田郵便局 | 三好市                     | 2002年まで白地郵便局の担当                                                        |
| 779-01     | 鴨島郵便局     | 板野郵便局     | 板野郡板野町               |                                                                                   |
| 779-02     | 徳島中央郵便局 | 板東郵便局     | 鳴門市                     |                                                                                   |
| 779-03     | 徳島中央郵便局 | 堀江郵便局     | 鳴門市                     |                                                                                   |
| 779-11     | 阿南郵便局     | 羽ノ浦郵便局   | 阿南市                     |                                                                                   |
| 779-12     | 阿南郵便局     | 羽ノ浦郵便局   | 阿南市                     | 2006年まで中島郵便局の担当                                                        |
| 779-14     | 阿南郵便局     | 桑野郵便局     | 阿南市                     |                                                                                   |
| 779-15     | 阿南郵便局     | 桑野郵便局     | 阿南市                     | 2006年まで新野郵便局の担当                                                        |
| 779-16     | 阿南郵便局     | 福井郵便局     | 阿南市                     |                                                                                   |
| 779-17     | 阿南郵便局     | 福井郵便局     | 阿南市                     | 2006年まで椿郵便局の担当                                                          |
| 779-21     | 阿南郵便局     | 由岐郵便局     | 海部郡美波町               | 1985年まで一部区域は阿部郵便局の担当                                              |
| 779-23     | 阿南郵便局     | 日和佐郵便局   | 海部郡美波町               |                                                                                   |
| 779-31     | 徳島中央郵便局 | 徳島西郵便局   | 徳島市                     | 1986年まで一部区域は一宮郵便局の担当                                              |
| 779-32     | 鴨島郵便局     | 石井郵便局     | 名西郡石井町               |                                                                                   |
| 779-33     | 鴨島郵便局     | 鴨島郵便局     | 吉野川市                   | 2014年まで川島郵便局の担当                                                        |
| 779-34     | 鴨島郵便局     | 山川郵便局     | 吉野川市                   |                                                                                   |
| 779-35     | 鴨島郵便局     | 山川郵便局     | 吉野川市                   | 2006年まで美郷郵便局の担当                                                        |
| 779-36     | 脇町郵便局     | 脇町郵便局     | 美馬市                     |                                                                                   |
| 779-37     | 脇町郵便局     | 脇町郵便局     | 美馬市                     | 2003年まで江原郵便局の担当                                                        |
| 779-41     | 脇町郵便局     | 貞光郵便局     | 美馬郡つるぎ町             | 1989年まで一部区域は端山郵便局の担当                                              |
| 779-43     | 脇町郵便局     | 一宇郵便局     | 美馬郡つるぎ町             |                                                                                   |
| 779-44     | 脇町郵便局     | 半田郵便局     | 美馬郡つるぎ町             | 1990年まで一部区域は八千代郵便局の担当                                            |
| 779-47     | 阿波池田郵便局 | 三加茂郵便局   | 三好郡東みよし町           | 1990年まで一部区域は旧・三加茂郵便局（現・江口郵便局）の担当 1994年まで加茂郵便局 |
| 779-48     | 阿波池田郵便局 | 辻町郵便局     | 三好市                     |                                                                                   |
| 779-51     | 阿波池田郵便局 | 阿波池田郵便局 | 三好市                     | 2013年まで三縄郵便局の担当                                                        |
| 779-53     | 阿波池田郵便局 | 川口郵便局     | 三好市                     |                                                                                   |
| 779-54     | 阿波池田郵便局 | 川口郵便局     | 三好市                     | 2006年まで大歩危郵便局の担当                                                      |

### 地域番号78（高知県）
| 郵便区番号 | 管轄局         | 集配局         | 担当区域（一部または全域）             | 備考                                                                                |
| ---------- | -------------- | -------------- | -------------------------------------- | ----------------------------------------------------------------------------------- |
| 780        | 高知中央郵便局 | 高知中央郵便局 | 高知市                                 |                                                                                     |
| 781        | 高知東郵便局   | 高知東郵便局   | 高知市                                 | 2000年まで高知中央郵便局の担当 2019年5月26日まで一部区域は高知中央郵便局の担当      |
| 781-01     | 高知東郵便局   | 高知東郵便局   | 高知市                                 | 2000年まで三里郵便局の担当                                                          |
| 781-02     | 高知中央郵便局 | 高知中央郵便局 | 高知市                                 | 2019年9月22日まで高知南郵便局の担当                                                 |
| 781-03     | 高知東郵便局   | 春野郵便局     | 高知市                                 |                                                                                     |
| 781-11     | 土佐郵便局     | 土佐郵便局     | 土佐市                                 | 1985年まで一部区域は宇佐郵便局・戸波郵便局の担当                                    |
| 781-13     | 伊野郵便局     | 佐川郵便局     | 高岡郡越知町                           | 2006年まで越知郵便局の担当                                                          |
| 781-15     | 伊野郵便局     | 大崎郵便局     | 吾川郡仁淀川町                         |                                                                                     |
| 781-16     | 伊野郵便局     | 大崎郵便局     | 吾川郡仁淀川町                         | 2006年まで池川郵便局の担当                                                          |
| 781-17     | 伊野郵便局     | 大崎郵便局     | 吾川郡仁淀川町                         | 2002年まで名野川郵便局の担当                                                        |
| 781-18     | 伊野郵便局     | 大崎郵便局     | 吾川郡仁淀川町                         | 2006年まで仁淀郵便局の担当                                                          |
| 781-19     | 伊野郵便局     | 大崎郵便局     | 吾川郡仁淀川町                         | 2006年まで長者郵便局の担当                                                          |
| 781-21     | 伊野郵便局     | 伊野郵便局     | 吾川郡いの町、高岡郡日高村             | 1981年まで一部区域は勝賀瀬郵便局・日高郵便局の担当                                  |
| 781-23     | 伊野郵便局     | 小川郵便局     | 吾川郡いの町                           |                                                                                     |
| 781-24     | 伊野郵便局     | 小川郵便局     | 吾川郡いの町                           | 2006年まで上八川郵便局の担当                                                        |
| 781-25     | 伊野郵便局     | 小川郵便局     | 吾川郡いの町                           | 2013年まで日比原郵便局の担当                                                        |
| 781-26     | 伊野郵便局     | 長沢郵便局     | 吾川郡いの町                           | 1993年まで一部区域は本川郵便局の担当                                                |
| 781-31     | 高知中央郵便局 | 高知中央郵便局 | 高知市                                 | 2006年まで鏡郵便局の担当                                                            |
| 781-32     | 高知中央郵便局 | 高知中央郵便局 | 高知市                                 | 2006年まで土佐山郵便局の担当                                                        |
| 781-33     | 土佐山田郵便局 | 本山郵便局     | 土佐郡土佐町                           | 2006年まで地蔵寺郵便局の担当 2018年まで森郵便局の担当                               |
| 781-34     | 土佐山田郵便局 | 本山郵便局     | 土佐郡土佐町                           | 2018年まで森郵便局の担当                                                            |
| 781-35     | 土佐山田郵便局 | 本山郵便局     | 土佐郡土佐町                           | 2006年まで田井郵便局の担当 2018年まで森郵便局の担当                                 |
| 781-36     | 土佐山田郵便局 | 本山郵便局     | 長岡郡本山町                           |                                                                                     |
| 781-37     | 土佐山田郵便局 | 本山郵便局     | 土佐郡大川村、土佐町                   | 2006年まで大川郵便局の担当 2018年まで森郵便局の担当                                 |
| 781-42     | 土佐山田郵便局 | 土佐山田郵便局 | 香美市                                 | 2006年まで美良布郵便局の担当                                                        |
| 781-44     | 土佐山田郵便局 | 大栃郵便局     | 香美市                                 |                                                                                     |
| 781-45     | 土佐山田郵便局 | 大栃郵便局     | 香美市                                 | 2006年まで安丸郵便局の担当                                                          |
| 781-46     | 土佐山田郵便局 | 大栃郵便局     | 香美市                                 | 2006年まで岡ノ内郵便局の担当                                                        |
| 781-51     | 高知東郵便局   | 高知東郵便局   | 高知市                                 | 2000年まで大津郵便局の担当                                                          |
| 781-52     | 高知東郵便局   | 野市郵便局     | 香南市                                 |                                                                                     |
| 781-53     | 高知東郵便局   | 野市郵便局     | 香南市                                 | 2014年まで赤岡郵便局の担当                                                          |
| 781-54     | 高知東郵便局   | 山北郵便局     | 香南市                                 | 1982年まで一部区域は東川郵便局（現・東川簡易郵便局）の担当                          |
| 781-56     | 高知東郵便局   | 夜須郵便局     | 香南市                                 |                                                                                     |
| 781-57     | 安芸郵便局     | 安芸郵便局     | 安芸郡芸西村                           | 2016年まで芸西郵便局の担当                                                          |
| 781-62     | 安芸郵便局     | 奈半利郵便局   | 安芸郡馬路村                           | 2007年まで馬路郵便局の担当                                                          |
| 781-64     | 安芸郵便局     | 奈半利郵便局   | 安芸郡奈半利町、田野町、安田町、北川村 | 1991年まで一部区域は安田郵便局・田野郵便局・野友郵便局の担当                        |
| 781-67     | 安芸郵便局     | 室戸郵便局     | 室戸市                                 | 2005年まで羽根郵便局の担当                                                          |
| 781-68     | 安芸郵便局     | 室戸郵便局     | 室戸市                                 | 2005年まで吉良川郵便局の担当                                                        |
| 781-71     | 安芸郵便局     | 室戸郵便局     | 室戸市                                 |                                                                                     |
| 781-72     | 安芸郵便局     | 室戸郵便局     | 室戸市                                 | 2005年まで佐喜浜郵便局の担当                                                        |
| 781-73     | 安芸郵便局     | 室戸郵便局     | 安芸郡東洋町                           | 2007年まで野根郵便局の担当                                                          |
| 781-74     | 安芸郵便局     | 室戸郵便局     | 安芸郡東洋町                           | 2007年まで甲浦郵便局の担当                                                          |
| 781-81     | 高知東郵便局   | 高知東郵便局   | 高知市                                 | 2000年まで高知中央郵便局の担当                                                      |
| 781-95     | 高知東郵便局   | 高知東郵便局   | 高知市                                 | 2019年5月26日まで高知中央郵便局の担当                                               |
| 781-96     | 高知東郵便局   | 高知東郵便局   | 高知市                                 | 2019年5月26日まで高知中央郵便局の担当                                               |
| 781-97     | 高知東郵便局   | 高知東郵便局   | 高知市                                 | 2019年5月26日まで高知中央郵便局の担当                                               |
| 782        | 土佐山田郵便局 | 土佐山田郵便局 | 香美市                                 |                                                                                     |
| 783        | 南国郵便局     | 南国郵便局     | 南国市                                 | 1990年まで一部区域は領石郵便局・稲生郵便局の担当                                    |
| 784        | 安芸郵便局     | 安芸郵便局     | 安芸市、香美市                         | 1990年まで一部区域は井ノ口郵便局の担当                                              |
| 784-02     | 安芸郵便局     | 安芸郵便局     | 安芸市                                 | 2006年まで入河内郵便局の担当                                                        |
| 785        | 須崎郵便局     | 須崎郵便局     | 須崎市                                 |                                                                                     |
| 785-01     | 須崎郵便局     | 須崎郵便局     | 須崎市                                 | 2013年まで浦ノ内郵便局の担当                                                        |
| 785-02     | 須崎郵便局     | 葉山郵便局     | 高岡郡津野町                           | 1991年まで一部区域は葉山西郵便局の担当                                              |
| 785-04     | 須崎郵便局     | 葉山郵便局     | 高岡郡津野町                           | 2007年まで船戸郵便局の担当                                                          |
| 785-05     | 須崎郵便局     | 葉山郵便局     | 高岡郡津野町                           | 2007年まで東津野郵便局の担当                                                        |
| 785-06     | 須崎郵便局     | 梼原郵便局     | 高岡郡檮原町                           |                                                                                     |
| 785-07     | 須崎郵便局     | 梼原郵便局     | 高岡郡檮原町                           | 2006年まで松原郵便局の担当                                                          |
| 786        | 須崎郵便局     | 窪川郵便局     | 高岡郡四万十町                         | 1983年まで一部区域は東又郵便局・松葉川郵便局・仁井田郵便局の担当                    |
| 786-03     | 須崎郵便局     | 大正郵便局     | 高岡郡四万十町                         |                                                                                     |
| 786-05     | 須崎郵便局     | 大正郵便局     | 高岡郡四万十町                         | 2016年まで十川郵便局の担当                                                          |
| 787        | 土佐中村郵便局 | 土佐中村郵便局 | 四万十市                               |                                                                                     |
| 787-01     | 土佐中村郵便局 | 土佐中村郵便局 | 四万十市                               | 2005年まで下田郵便局の担当                                                          |
| 787-02     | 土佐中村郵便局 | 土佐清水郵便局 | 土佐清水市                             | 2014年まで下ノ加江郵便局の担当                                                      |
| 787-03     | 土佐中村郵便局 | 土佐清水郵便局 | 土佐清水市                             |                                                                                     |
| 787-04     | 土佐中村郵便局 | 土佐清水郵便局 | 土佐清水市                             | 2006年まで三崎郵便局の担当                                                          |
| 787-05     | 土佐中村郵便局 | 土佐清水郵便局 | 土佐清水市                             | 2016年まで下川口郵便局の担当                                                        |
| 787-06     | 土佐中村郵便局 | 土佐中村郵便局 | 四万十市                               | 2003年まで東中筋郵便局の担当                                                        |
| 787-07     | 土佐中村郵便局 | 土佐中村郵便局 | 四万十市                               | 2003年まで有岡郵便局の担当                                                          |
| 787-08     | 土佐中村郵便局 | 三原郵便局     | 幡多郡三原村                           |                                                                                     |
| 787-11     | 土佐中村郵便局 | 土佐中村郵便局 | 四万十市                               | 2005年まで後川郵便局の担当                                                          |
| 787-12     | 土佐中村郵便局 | 土佐中村郵便局 | 四万十市                               | 2005年まで川登郵便局の担当                                                          |
| 787-13     | 土佐中村郵便局 | 江川崎郵便局   | 四万十市                               | 2006年まで口屋内郵便局の担当                                                        |
| 787-14     | 土佐中村郵便局 | 土佐中村郵便局 | 四万十市                               | 2005年まで蕨岡郵便局の担当                                                          |
| 787-15     | 土佐中村郵便局 | 土佐中村郵便局 | 四万十市                               | 2005年まで富山郵便局の担当                                                          |
| 787-16     | 土佐中村郵便局 | 江川崎郵便局   | 四万十市                               | 1988年まで一部区域は大宮郵便局の担当 2005年まで「786-06」                           |
| 788        | 土佐中村郵便局 | 宿毛郵便局     | 宿毛市                                 | 1987年まで一部区域は橋上郵便局の担当                                                |
| 788-02     | 土佐中村郵便局 | 宿毛郵便局     | 宿毛市                                 | 2003年まで小筑紫郵便局の担当                                                        |
| 788-03     | 土佐中村郵便局 | 大月郵便局     | 幡多郡大月町                           | 1990年まで一部区域は柏島郵便局・月灘郵便局の担当                                    |
| 788-06     | 土佐中村郵便局 | 宿毛郵便局     | 宿毛市                                 | 2006年まで母島郵便局の担当                                                          |
| 788-07     | 土佐中村郵便局 | 宿毛郵便局     | 宿毛市                                 | 2003年まで有岡郵便局の担当                                                          |
| 789-01     | 土佐山田郵便局 | 大豊郵便局     | 長岡郡大豊町                           | 2006年まで東豊永郵便局の担当                                                        |
| 789-02     | 土佐山田郵便局 | 大豊郵便局     | 長岡郡大豊町                           | 2006年まで豊永郵便局の担当                                                          |
| 789-03     | 土佐山田郵便局 | 大豊郵便局     | 長岡郡大豊町                           | 2000年まで一部区域は繁藤郵便局の担当                                                |
| 789-04     | 土佐山田郵便局 | 大豊郵便局     | 長岡郡大豊町                           | 2006年まで立川郵便局の担当                                                          |
| 789-05     | 土佐山田郵便局 | 土佐山田郵便局 | 香美市                                 | 2000年まで繁藤郵便局の担当 （大豊町内地域は「789-03」へ番号変更・大豊郵便局へ移管） |
| 789-12     | 伊野郵便局     | 佐川郵便局     | 高岡郡佐川町                           |                                                                                     |
| 789-13     | 須崎郵便局     | 久礼郵便局     | 高岡郡中土佐町                         | 1990年まで一部区域は上ノ加江郵便局の担当                                            |
| 789-14     | 須崎郵便局     | 大野見郵便局   | 高岡郡中土佐町                         |                                                                                     |
| 789-17     | 土佐中村郵便局 | 佐賀郵便局     | 幡多郡黒潮町                           |                                                                                     |
| 789-19     | 土佐中村郵便局 | 大方郵便局     | 幡多郡黒潮町                           | 1985年まで一部区域は上川口郵便局の担当                                              |

### 地域番号79（愛媛県）
| 郵便区番号 | 管轄局         | 集配局         | 担当区域（一部または全域） | 備考 |
| ---------- | -------------- | -------------- | -------------------------- | --- |
| 790        | 松山中央郵便局 | 松山中央郵便局 | 松山市                     | |
| 790-26     | 松山中央郵便局 | 松山中央郵便局 | 松山市                     | 2019年まで堀江郵便局の担当 2021年3月7日まで松山西郵便局の担当 2021年3月7日まで「799-26」                                                 |
| 791        | 松山西郵便局   | 松山西郵便局   | 松山市                     | 1983年まで「791-41」 1983年まで一部区域は高浜郵便局の担当                                                                                |
| 791-01     | 松山中央郵便局 | 松山中央郵便局 | 松山市                     | 2014年まで湯山郵便局の担当 |
| 791-02     | 重信郵便局     | 重信郵便局     | 東温市、松山市             | |
| 791-03     | 松山南郵便局   | 川内郵便局     | 東温市                     | |
| 791-05     | 東予郵便局     | 東予郵便局     | 西条市                     | 2015年まで丹原郵便局の担当 |
| 791-11     | 松山南郵便局   | 松山南郵便局   | 松山市                     | 1985年まで一部区域は久谷郵便局の担当 |
| 791-12     | 松山南郵便局   | 久万郵便局     | 上浮穴郡久万高原町         | 1988年まで一部区域は畑野川郵便局・父二峰郵便局の担当                                                                                     |
| 791-15     | 松山南郵便局   | 美川郵便局     | 上浮穴郡久万高原町         | 1992年まで一部区域は仕七川郵便局の担当                                                                                                   |
| 791-17     | 松山南郵便局   | 美川郵便局     | 上浮穴郡久万高原町         | 2006年まで面河郵便局の担当 |
| 791-18     | 松山南郵便局   | 美川郵便局     | 上浮穴郡久万高原町         | 2006年まで柳谷郵便局の担当 |
| 791-21     | 松山南郵便局   | 松山南郵便局   | 伊予郡砥部町               | 2006年まで砥部郵便局の担当 |
| 791-22     | 松山南郵便局   | 松山南郵便局   | 伊予郡砥部町               | 2006年まで広田郵便局の担当 |
| 791-31     | 伊予郵便局     | 伊予郵便局     | 伊予郡松前町               | 2023年3月5日まで松前郵便局の担当 |
| 791-32     | 伊予郵便局     | 伊予郵便局     | 伊予市                     | 2023年3月5日まで中山郵便局の担当 |
| 791-33     | 大洲郵便局     | 内子郵便局     | 喜多郡内子町               | 1990年まで一部区域は大瀬郵便局の担当 |
| 791-35     | 大洲郵便局     | 小田郵便局     | 喜多郡内子町               | |
| 791-43     | 松山西郵便局   | 松山西郵便局   | 松山市                     | 2006年まで神和郵便局の担当 |
| 791-44     | 松山西郵便局   | 松山西郵便局   | 松山市                     | 2006年まで睦月郵便局の担当 |
| 791-45     | 松山西郵便局   | 中島郵便局     | 松山市                     | |
| 792        | 新居浜郵便局   | 新居浜郵便局   | 新居浜市、今治市           | 1976年まで一部区域は四坂郵便局（1977年8月1日廃局）の担当                                                                                 |
| 793        | 西条郵便局     | 西条郵便局     | 西条市                     | |
| 793-01     | 西条郵便局     | 西条郵便局     | 西条市                     | 2017年まで加茂郵便局の担当 |
| 793-02     | 西条郵便局     | 西条郵便局     | 西条市                     | 1998年まで「799-12」 2013年まで大保木郵便局の担当                                                                                        |
| 794        | 今治郵便局     | 今治郵便局     | 今治市                     | |
| 794-01     | 今治郵便局     | 玉川郵便局     | 今治市                     | |
| 794-11     | 今治郵便局     | 今治郵便局     | 今治市                     | 2006年まで関前郵便局の担当 |
| 794-13     | 今治郵便局     | 大三島郵便局   | 今治市                     | 1986年まで一部区域は口総郵便局の担当 |
| 794-14     | 今治郵便局     | 大三島郵便局   | 今治市                     | 2006年まで上浦郵便局の担当 |
| 794-21     | 今治郵便局     | 吉海郵便局     | 今治市                     | |
| 794-22     | 今治郵便局     | 吉海郵便局     | 今治市                     | 2006年まで宮窪郵便局の担当 |
| 794-23     | 今治郵便局     | 伯方郵便局     | 今治市                     | |
| 794-24     | 今治郵便局     | 今治郵便局     | 越智郡上島町               | 2006年まで岩城郵便局の担当 |
| 794-25     | 今治郵便局     | 弓削郵便局     | 越智郡上島町               | |
| 795        | 大洲郵便局     | 大洲郵便局     | 大洲市                     | 1986年まで一部区域は菅田郵便局・新谷郵便局・八多喜郵便局の担当 1987年まで一部区域は多田郵便局の担当 1989年まで一部区域は大川郵便局の担当 |
| 795-03     | 大洲郵便局     | 内子郵便局     | 喜多郡内子町               | 2006年まで五十崎郵便局の担当 |
| 796        | 八幡浜郵便局   | 八幡浜郵便局   | 八幡浜市                   | |
| 796-01     | 八幡浜郵便局   | 八幡浜郵便局   | 八幡浜市                   | 2003年まで喜木郵便局の担当 2015年まで保内郵便局の担当                                                                                    |
| 796-02     | 八幡浜郵便局   | 八幡浜郵便局   | 八幡浜市                   | 2015年まで保内郵便局の担当 |
| 796-03     | 八幡浜郵便局   | 伊方郵便局     | 西宇和郡伊方町             | |
| 796-04     | 八幡浜郵便局   | 伊方郵便局     | 西宇和郡伊方町             | 2003年まで町見郵便局の担当 |
| 796-05     | 八幡浜郵便局   | 伊方郵便局     | 西宇和郡伊方町             | 2006年まで瀬戸郵便局の担当 |
| 796-06     | 八幡浜郵便局   | 伊方郵便局     | 西宇和郡伊方町             | 2006年まで大久郵便局の担当 |
| 796-08     | 八幡浜郵便局   | 三崎郵便局     | 西宇和郡伊方町             | 1985年まで一部区域は二名津郵便局の担当                                                                                                   |
| 796-09     | 西予郵便局     | 三瓶郵便局     | 西予市                     | |
| 797        | 西予郵便局     | 西予郵便局     | 西予市                     | 1987年まで一部区域は多田郵便局の担当 |
| 797-01     | 西予郵便局     | 西予郵便局     | 西予市                     | 2013年まで俵津郵便局の担当 |
| 797-02     | 西予郵便局     | 西予郵便局     | 西予市                     | 2013年まで明浜郵便局の担当 |
| 797-11     | 西予郵便局     | 野村郵便局     | 西予市                     | 2006年まで渓筋郵便局の担当 |
| 797-12     | 西予郵便局     | 野村郵便局     | 西予市                     | |
| 797-13     | 西予郵便局     | 野村郵便局     | 西予市                     | 2006年まで坂石郵便局の担当 |
| 797-14     | 西予郵便局     | 野村郵便局     | 西予市                     | 2006年まで惣川郵便局の担当 |
| 797-15     | 大洲郵便局     | 肱川郵便局     | 大洲市                     | |
| 797-16     | 大洲郵便局     | 肱川郵便局     | 大洲市                     | 2006年まで河辺郵便局の担当 |
| 797-17     | 西予郵便局     | 野村郵便局     | 西予市                     | 1987年まで「798-16」「798-17」「798-18」 2006年まで城川郵便局の担当                                                                      |
| 798        | 宇和島郵便局   | 宇和島郵便局   | 宇和島市                   | |
| 798-01     | 宇和島郵便局   | 宇和島郵便局   | 宇和島市                   | 2015年まで三浦郵便局の担当 |
| 798-02     | 宇和島郵便局   | 宇和海郵便局   | 宇和島市                   | |
| 798-11     | 宇和島郵便局   | 宇和島郵便局   | 宇和島市                   | 2015年まで三間郵便局の担当 |
| 798-13     | 宇和島郵便局   | 広見郵便局     | 北宇和郡鬼北町             | 1983年まで一部区域は清水郵便局の担当 1990年まで一部区域は下大野郵便局の担当                                                              |
| 798-15     | 宇和島郵便局   | 広見郵便局     | 北宇和郡鬼北町             | 2006年まで日吉郵便局の担当 |
| 798-21     | 宇和島郵便局   | 広見郵便局     | 北宇和郡松野町、宇和島市   | 2006年まで松野郵便局の担当 |
| 798-32     | 宇和島郵便局   | 津島郵便局     | 宇和島市                   | 2006年まで御槇郵便局の担当 |
| 798-33     | 宇和島郵便局   | 津島郵便局     | 宇和島市                   | 1986年まで一部区域は清満郵便局・畑地郵便局・嵐郵便局の担当                                                                               |
| 798-37     | 宇和島郵便局   | 御荘郵便局     | 南宇和郡愛南町             | 2015年まで柏郵便局の担当 |
| 798-41     | 宇和島郵便局   | 御荘郵便局     | 南宇和郡愛南町             | |
| 798-42     | 宇和島郵便局   | 御荘郵便局     | 南宇和郡愛南町             | 2016年まで西海郵便局の担当 |
| 798-43     | 宇和島郵便局   | 御荘郵便局     | 南宇和郡愛南町             | 2006年まで深浦郵便局の担当 |
| 798-44     | 宇和島郵便局   | 御荘郵便局     | 南宇和郡愛南町             | 2006年まで一本松郵便局の担当 |
| 799-01     | 川之江郵便局   | 川之江郵便局   | 四国中央市                 | 1984年まで一部区域は川滝郵便局の担当 |
| 799-03     | 新居浜郵便局   | 新宮郵便局     | 四国中央市                 | |
| 799-04     | 伊予三島郵便局 | 伊予三島郵便局 | 四国中央市                 | |
| 799-06     | 伊予三島郵便局 | 伊予三島郵便局 | 四国中央市、新居浜市       | 2019年まで富郷郵便局の担当 |
| 799-07     | 新居浜郵便局   | 土居郵便局     | 四国中央市                 | |
| 799-11     | 西条郵便局     | 小松郵便局     | 西条市                     | |
| 799-13     | 東予郵便局     | 東予郵便局     | 西条市                     | 1984年まで一部区域は三芳郵便局の担当 |
| 799-15     | 今治郵便局     | 桜井郵便局     | 今治市                     | |
| 799-16     | 今治郵便局     | 桜井郵便局     | 今治市                     | 2006年まで朝倉郵便局の担当 |
| 799-21     | 今治郵便局     | 波止浜郵便局   | 今治市                     | |
| 799-22     | 今治郵便局     | 波止浜郵便局   | 今治市                     | 2006年まで大西郵便局の担当 |
| 799-23     | 今治郵便局     | 菊間郵便局     | 今治市                     | |
| 799-24     | 北条郵便局     | 北条郵便局     | 松山市                     | 1979年まで一部区域は立岩郵便局の担当 |
| 799-26     | 松山西郵便局   | 松山西郵便局   | 松山市                     | 2019年まで堀江郵便局の担当 |
| 799-31     | 伊予郵便局     | 伊予郵便局     | 伊予市                     | |
| 799-32     | 伊予郵便局     | 伊予郵便局     | 伊予市                     | 2019年まで双海郵便局の担当 |
| 799-33     | 伊予郵便局     | 伊予郵便局     | 伊予市                     | 2006年まで下灘郵便局の担当 2019年まで双海郵便局の担当                                                                                    |
| 799-34     | 大洲郵便局     | 伊予長浜郵便局 | 大洲市                     | 1987年まで一部区域は出海郵便局の担当 |
| 799-37     | 宇和島郵便局   | 吉田郵便局     | 宇和島市                   | |